# Glenn Martin, DDS
Glenn Martin, Dentista es una serie de animación para adultos estadounidense/canadiense que se estrenó el 17 de agosto de 2009 por Nick @ Nite en Estados Unidos. La serie fue producida por Tornante Animation. Glenn Martin, Dentista fue la cuarta serie original de Nick @ Nite (la primera fue Hola Honey, estoy en casa!, La segunda fue Fatherhood y la tercera fue Hi-Jinks). La serie fue estrenada en Inglaterra por Sky 1 el 18 de marzo de 2010

## Sinopsis
Después que accidentalmente se quemara su casa, Glenn lleva a su familia a otro estado del país para fortalecer su vínculo familiar.

## Personajes

### Principales
- Glenn Martin  es un dentista que sueña hacer más estrecho con su familia.
- Jackie Martin es la esposa de Glenn y madre de Conor y Courtney.
- Conor Martin hijo de Glenn y Jackie, hermano de Courtney, tiene 13 años de edad.
- Courtney Martin hija de Glenn y Jackie, hermana de Conor, tiene 11 años de edad.
- Wendy Park (nombre real Bon Wa Fo) es la asistente de Courtney. Ella viene de Corea del Norte.
- Canine es la mascota de los Martin.

## Desarrollo
El exdirector ejecutivo de Disney, Michael Eisner, quien puso su propio dinero para producir el episodio piloto, lo lanzó a Nick @ Nite en vez de ABC. Eisner fue citado diciendo que la decisión se basó en Nick @ Nite.
La serie tiene un diseño de la década de 1970, incluyendo el diseño de Winnebago, que es impulsado en todo el país.  se inspiró en los informes la película Search of America de ABC en 1971, protagonizada por Jeff Bridges como un abandonó los estudios universitarios, que se fue por todo el país con su familia.

## Risas Grabadas
Inusualmente para una comedia de animación moderna, el espectáculo contó con una pista de la risa en los primeros episodios. Esto fue eliminado más tarde a petición de los creadores de la serie.

## Premios y nominaciones
En diciembre de 2009, la serie fue nominada a los Premios Annie en la categoría Mejor Serie Animada de Televisión.
En noviembre de 2010 el show ganó dos Premios Gemini a la Mejor Serie Animada y Mejor Dirección de una Serie Animada (Ken Cunningham para "The Tooth Will Set You Free").

## Episodios
| Temporada | Episodios | USA                      | USA                    | Reino Unido          | Reino Unido          | México            | México |
| Temporada | Episodios | Comienzo                 | Final                  | Comienzo             | Final                | Comienzo          | Final  |
| --------- | --------- | ------------------------ | ---------------------- | -------------------- | -------------------- | ----------------- | ------ |
| 1         | 20        | 17 de agosto de 2009     | 21 de mayo de 2010     | 18 de marzo de 2010  | 21 de agosto de 2010 | 7 de mayo de 2012 | TBA    |
| 2         | 20        | 18 de septiembre de 2010 | 7 de noviembre de 2011 | 28 de agosto de 2010 | 6 de junio de 2011   | TBA               | TBA    |

## Críticas
Glenn Martin, DDS recibió críticas mixtas de los críticos, obteniendo un 48/100 de Metacritic basada en 9 críticas después del estreno de la serie. Parte de la crítica se niveló en el uso excesivo de las risas (que se eliminará de forma permanente un mes después del estreno de la serie). Mike Hale, del New York Times escribió: "Glenn Martin, DDS es más o menos libre de risa (aunque tiene una pista de la risa)".
El Hollywood Reporter escribió: "ignoro las bromas sobre pilotes y la caracterización [...] Pero entender esto:. 'Martin' es una serie animada con una pista de la risa imaginación viene muy bien, sin embargo, al tratar de averiguar. cómo alguien aprobado este concepto, trabajaron en esto y luego la dejó libre en el mundo ".
Variety escribió: "A pesar de las contribuciones de Eric Fogel (de "MTV Celebrity Deathmatch "), Glenn Martin "no es tan malo como ir al dentista, pero no es mucho mejor que estar sentado en la sala de espera". Posicionado como una parodia de comedias clásicas, "Glenn Martin se baja a un mal comienzo con la incorporación de una pista de la risa, que sólo pone de relieve algunas de las deficiencias en la escritura".
LosAngeles Times escribió: "Sin embargo, a excepción de los cuartos traseros del perro, me gusta el aspecto de la misma. (Eric Fogel del programa de "MTV Deathmatch Celebrity" supervisa la animación.) Los materiales de prensa indican que los Martin van a visitar Las Vegas, Yellowstone, el Mall of America y Hollywood en futuras aventuras , "estoy interesado en ver lo que los animadores hacen de ellos."
New York Daily News, escritor David Hinkley, calificó al espectáculo por 4 (de 5 estrellas), que calificó de "sátira con agudeza cáustica".
El Boston Globe calificó de "lindo, digno de risa, y sólo un poquito peligroso".
The Detroit News escribió que el espectáculo está "lleno de suficiente para reírse al final de la semana ".
Keith Watson, de metro diario de Londres, escribió: "Glenn Martin, DDS es una pieza limpia de Padre de familia con una calidad extrañamente entrañable."
El Sitio web Shakefire.com calificó el espectáculo como perfecto: "A". Tiene una calificación de 3,5 / 5 en iTunes.

## Controversia
En noviembre de 2009, una madre de Florida se indignó de que la serie contiene referencias sexuales a pesar de salir al aire en una ranura de 8:00 p. m. después de Bob Esponja. En respuesta a varias quejas de los padres, Nickelodeon trasladó el espectáculo todos los viernes a las 10:30 p. m..

## Estrenos Internacionales
| País/Región          | Canal(es) de Televisión Oficial(es)   | Fecha de Estreno        |
| -------------------- | ------------------------------------- | ----------------------- |
| Estados Unidos       | Nick @ Nite (Cadena Original)         | 17 de agosto de 2009    |
| Canadá               | City TV                               | 3 de octubre de 2009    |
| Chile                | The Film Zone                         | 15 de enero de 2010     |
| Colombia             | The Film Zone                         | 15 de enero de 2010     |
| El Salvador          | The Film Zone                         | 15 de enero de 2010     |
| Honduras             | The Film Zone                         | 15 de enero de 2010     |
| Perú                 | The Film Zone                         | 15 de enero de 2010     |
| Panamá               | The Film Zone                         | 15 de enero de 2010     |
| Uruguay              | The Film Zone                         | 15 de enero de 2010     |
| Venezuela            | The Film Zone                         | 15 de enero de 2010     |
| República Dominicana | The Film Zone                         | 15 de enero de 2010     |
| Argentina            | The Film Zone                         | 15 de enero de 2010     |
| Brasil               |                                       |                         |
| Australia            | Fox8                                  | 7 de marzo de 2010      |
| Reino Unido          | Sky 1                                 | 18 de marzo de 2010     |
| Sudáfrica            | Fox                                   | 8 de mayo de 2010       |
| Italia               | Sky                                   | 13 de diciembre de 2010 |
| Rusia                | MTV                                   | 1 de abril de 2011      |
| México               | TBS, Canal 5, Gala TV y The Film Zone | 7 de mayo de 2012       |
| El Salvador          | TBS                                   | 15 de octubre de 2012   |